# Coesfeld
Coesfeld település Németországban, azon belül Észak-Rajna-Vesztfália tartományban. Lakosainak száma 37 259 fő (2023. december 31.). Coesfeld Dülmen, Billerbeck, Gescher, Nottuln, Rosendahl és Reken községekkel határos.

## Népesség
A település népességének változása:
| Lakosok száma | 30 617 | 36 116 | 36 302 | 36 217 | 36 382 | 37 030 | 37 259 |
|               | 1975   | 2015   | 2017   | 2019   | 2021   | 2022   | 2023   |